# Проміжний комплекс вант-Гоффа
Проміжний комплекс вант-Гоффа (рос. промежуточный комплекс Вант-Гоффа, англ. van't Hoff complex) — проміжний комплекс AKt у випадку каталітичної реакції, що описується схемою
A + Kt ⎯→ AKt (k1)
AKt ⎯→ A + Kt (k2)
AKt + B ⎯→ ABKt* (k3)
ABKt* ⎯→ C + Kt (k4)
Коли k2 << k3, то швидкість нагромадження продукту С описується рівнянням: d[C]/dt = k1 [A][Kt], швидкість каталітичної реакції в цьому випадку залежить від концентрації того з реактантів, який взаємодіє з каталізатором, та каталізатора.